# A London Symphony
A London Symphony è la seconda sinfonia composta da Ralph Vaughan Williams. Il lavoro viene talvolta definito Sinfonia n. 2, sebbene non sia stata designata come tale dal compositore. Eseguita per la prima volta nel 1914, la sinfonia a quattro movimenti fu persa, ricostruita e successivamente modificata da Vaughan Williams.

## Strumentazione
Il lavoro è orchestrato per:
- Legni: tre flauti (il terzo anche ottavino), due oboi, corno inglese, due clarinetti, clarinetto basso, due fagotti, controfagotto
- Ottoni: quattro corni, due trombe, due cornette, tre tromboni, tuba
- Percussioni: timpani, grancassa, rullante, triangolo, tam-tam, campanelle, piatti, glockenspiel
- Strumenti ad arco: arpa e archi.[1]

## Struttura
Vaughan Williams disse che mentre il titolo può suggerire un pezzo programmatico (e il lavoro racchiude suoni ascoltati a Londra come i Westminster Quarters), è stato pensato per essere ascoltato come musica assoluta. In una nota di programma del 1920, suggerì che Sinfonia da un londinese avrebbe potuto essere un titolo migliore. Tuttavia permise al direttore Albert Coates di dare descrizioni elaborate per l'esecuzione del 1920.
La sinfonia è in quattro movimenti.

### 1. Lento– Allegro risoluto
La sinfonia si apre tranquillamente e, dopo alcune battite notturne, si sentono i rintocchi di Westminster, suonati dall'arpa.

 Dopo una pausa di silenzio, la sezione allegro risoluto, in gran parte triplo forte, è vigorosa e sollecita, e il secondo tema che ne risulta, dominato dai legni e dagli ottoni, non è da meno (evoca "Hampstead Heath in una festa nazionale di agosto") . 
 Dopo un contrastante delicato interludio segnato per sestetto d'archi e arpa, tornano i temi vigorosi e portano il movimento a una chiusura vivace, con l'orchestra in pieno che suona fortissimo.

### 2. Lento
Il movimento si apre con gli archi con sordino che suonano ppp. Vaughan Williams ha chiarito che il movimento lento ha lo scopo di evocare "Bloomsbury Square in un pomeriggio di novembre".
 
 Temi silenziosi guidati a turno da corno inglese, flauto, tromba e viola lasciano il posto a una sezione forte seria, appassionata, dopo di che il movimento gradualmente si abbassa, tornando alla sua tranquilla dinamica originale.

### 3. Scherzo (Notturno)
Nelle parole del compositore, "Se l'ascoltatore si immaginerà in piedi sul Westminster Embankment di notte, circondato dai suoni distanti dello Strand, con i suoi grandi hotel da un lato e il "New Cut" dall'altro, con le sue strade affollate e le luci accese, può servire come uno stato d'animo con cui ascoltare questo movimento. "Nella partitura definitiva, il movimento ruota attorno a due temi scherzo, il primo segnato fugato e il secondo semplice e vivace.
 
 Il brano si chiude con gli archi col sordino che suonano pppp.

### 4. Finale–Andante con moto-Maestoso alla marcia-Allegro-Lento-Epilogue
Il finale si apre su un tema di marcia grave, punteggiato da una sezione allegro più leggera, con l'orchestra piena inizialmente forte and appassionato. Dopo la riapparizione della marcia, ritorna il tema allegro principale del primo movimento. In seguito, il Westminster Chimes batte ancora, questa volta l'arpa suona i primi tre quarti dell'ora e c'è un tranquillo Epilogo, ispirato all'ultimo capitolo del romanzo di H.G. Wells Tono-Bungay:
L'ultimo grande movimento della London Symphony in cui il vero schema del vecchio ordine è completamente sminuito e inghiottito ... Luce dopo luce scende. L'Inghilterra e il Regno, la Gran Bretagna e l'Impero, i vecchi orgogli e le vecchie devozioni, scivolano in alto, a poppa, affondano all'orizzonte, passano, passano. Il fiume passa, Londra passa, l'Inghilterra passa.

## Storia e versioni
La sinfonia fu composta dal 1912 al 1913. È dedicata all'amico e collega compositore di Vaughan Williams George Butterworth (1885-1916) che fu successivamente ucciso da un cecchino sulla Somme durante la prima guerra mondiale. Fu Butterworth a incoraggiare Vaughan Williams a scrivere una sinfonia puramente orchestrale. Vaughan Williams annotò:
Un giorno stavamo parlando insieme quando ha detto nel suo modo burbero e brusco: "Sai, dovresti scrivere una sinfonia". Ho risposto ... che non avevo mai scritto una sinfonia e che non intendevo mai ... Suppongo che le parole di Butterworth mi abbiano colpito e, comunque, ho guardato alcuni schizzi che avevo realizzato per ... un poema sinfonico su Londra e ho deciso di metterlo in forma sinfonica ... Da quel momento, l'idea di una sinfonia ha dominato la mia mente. Ho mostrato gli schizzi a George poco a poco man mano che erano finiti ed è stato allora che mi sono reso conto che possedeva in comune con pochissimi compositori un meraviglioso potere di critica del lavoro di altri uomini e una visione delle loro idee e motivazioni. Non posso mai sentirmi troppo grato con lui per tutto ciò che ha fatto per me in questo lavoro e per il suo aiuto che non ha mai smesso di darmi giudizi critici.
Il lavoro fu eseguito per la prima volta il 27 marzo 1914 alla Queen's Hall, diretta da Geoffrey Toye. La performance fu un successo, ma poco dopo il compositore inviò la partitura al direttore Fritz Busch in Germania e scomparve nello sconvolgimento dello scoppio della prima guerra mondiale. La seconda esecuzione fu data ad Harrogate il 12 agosto dall'Harrogate Municipal Orchestra sotto Julian Clifford. C'era una partitura breve, che era stata preparata da Bevis Ellis, Francis Toye e George Butterworth, quindi è possibile che sia stata usata quella versione. Il compositore, aiutato da Geoffrey Toye, Butterworth e dal critico  E. J. Dent, ricostruì la partitura dalle parti orchestrali e la ricostruzione fu eseguita l'11 febbraio 1915 dall'Orchestra municipale di Bournemouth sotto Dan Godfrey.
La sinfonia ha subito diverse revisioni prima di raggiungere la sua forma definitiva. Vaughan Williams la revisionò per un'esecuzione nel marzo 1918 e di nuovo nel 1919–20. Questa seconda revisione divenne la prima versione pubblicata e fu registrata per il grammofono nel 1925 dalla London Symphony Orchestra diretta da Sir Dan Godfrey. Fu registrata anche nel 1941 dalla Cincinnati Symphony Orchestra diretta da Sir Eugene Goossens. Aveva già avuto un'anteprima americana il 20 dicembre 1920, quando la New York Symphony Orchestra l'aveva suonata sotto la direzione di Albert Coates. È molto improbabile che OUP abbia sanzionato l'uso della versione del 1920 nella registrazione di Goossens, poiché Vaughan Williams l'aveva ritirata e tutti gli spartiti della revisione del 1933 riportano la frase "Questa edizione rivista sostituisce la versione originale che non dovrebbe più essere utilizzata". Tuttavia, questa registrazione fu fatta nei giorni più bui della seconda guerra mondiale, quando le comunicazioni tra la Gran Bretagna e gli Stati Uniti erano difficili e veniva utilizzato un set "pirata". In effetti la versione 1920 era già di dominio pubblico negli Stati Uniti, essendo stata pubblicata prima del 1923, quindi probabilmente poteva essere semplicemente più economico registrarla. Negli Stati Uniti era ancora possibile acquistare spartiti e parti della versione del 1920 fino all'inizio del XXI secolo, anche se ora non è più così.
Mentre stava lavorando alla sua quarta sinfonia nel 1933, Vaughan Williams trovò di nuovo il tempo di rivedere A London Symphony. Considerava questa versione, che fu pubblicata nel 1936, come quella definitiva ed è questa versione che è entrata nel repertorio, suonata in concerto e registrata da molti direttori. Tuttavia, nel 2001, quando la vedova del compositore, Ursula, diede il permesso per la registrazione della partitura originale del 1914, i critici musicali espressero ampiamente l'opinione che il compositore avesse tagliato molte battute di musica interessante. Un critico commentò: "La partitura del 1913 è più meditativa, di tonalità scura e di tono tragico, quasi Mahleriana nella sua inclusività. Nel 1933 il concetto di architettura sinfonica di Vaughan Williams stava diventando più allineato con una logica e una severità Sibeliana".

### Differenze tra le versioni
Le principali differenze tra la prima e l'ultima versione possono essere riassunte come segue:
- Primo movimento: una battuta è stata tagliata dalla versione del 1914.
- Movimento lento: nel 1933/36 furono tagliate 52 battute della partitura del 1914, principalmente dalla tranquilla coda.
- Scherzo: Alla fine dell'originale vi è uno scuro passaggio andantino, di cui nessuna traccia sopravvive nella versione definitiva.
- Finale: nella partitura del 1914, la sezione centrale in mi minore, familiare nel testo definitivo, è interrotta da un "grido d'angoscia" orchestrale basato sul tema iniziale, dopo il quale riprende l'allegro. Dopo la conclusione della sezione allegro, la partitura del 1914 ha una lunga sezione andantino per archi e legni in seguito liquidata da Vaughan Williams come "una brutta melodia per inno". Infine, l'Epilogo originale si estende alla battuta 109.[11]

Di seguito è riportato un riepilogo delle modifiche apportate tra l'originale e le due versioni pubblicate. Mostra il numero di battute in ogni movimento e il totale per l'intera sinfonia:
| Versione | Mov I | Mov II | Mov III | Mov IV | Epilogo | Totale |
| -------- | ----- | ------ | ------- | ------ | ------- | ------ |
| 1914     | 408   | 202    | 386     | 227    | 109     | 1322   |
| 1920     | 407   | 162    | 398     | 173    | 85      | 1225   |
| 1933     | 407   | 150    | 398     | 162    | 60      | 1177   |

La versione finale è più corta di oltre venti minuti rispetto all'originale, come mostrano alcuni tempi indicativi:
Versione del 1914:
- London Symphony Orchestra/Richard Hickox: 61:19 (I: 15:04; II: 16:16; III: 11:04; IV: 18:50)[14]

Revisione del 1920:
- London Symphony Orchestra/Dan Godfrey (rec 1925): 44:39 (I:13:37: II:12:17; III: 7:07; IV: 11:45) [Godfrey aveva già registrato il primo movimento (tagliato molto pesantemente) e il secondo (completo) nel 1923, con le stesse forze orchestrali. Tuttavia questa registrazione successiva non è ancora una performance completa, dal momento che qui ora ha tagliato 23 battute dall'epilogo per adattarla ai 12 lati dei dischi. Il taglio fu da 9 battute dopo T fino a W. Questo è esattamente ciò che il compositore avrebbe fatto in seguito per la versione finale del 1933, lasciando il sospetto che potesse essere stato influenzato dalla registrazione di Godfrey.][15][16]
- Cincinnati Symphony Orchestra/Eugene Goossens (rec 1941): 38:45 (I:11:06: II:9:22; III: 5:09; IV: 13:15) [Questa esecuzione non fa tagli, ma non riproduce la ripetizione nel terzo movimento.][17]

Revisione del 1933/36:
- Queen's Hall Orchestra/Sir Henry Wood (rec 1936): 37:09 (I:11:40: II:8:39; III: 5:21; IV: 10:49)[18]
- London Philharmonic Orchestra/Sir Adrian Boult (rec 1971): 43:03 (I: 14:24; II: 9:32; III:7:07; IV:12:00)[19]

## Incisioni
Sono state effettuate 28 registrazioni:
- Godfrey – LSO – Columbia 78s L 1717–22 (24 aprile e 1 maggio 1925)
- Wood – Queen's Hall Orchestra – Decca 78s X 114–8 (21–22 aprile 1936)
- Goossens – Cincinnati SO – RCA Victor 78s 11 8375–8379 in set M 916 (19–20 febbraio 1941)
- Mitropoulos – NBC SO – ( + incisione di Sargent della Sinfonia n. 9) Pristine Audio XR PASC 234 (Studio 8H, New York, 9 dicembre 1945)
- Boult – LPO – Decca LXT 2693 (Kingsway Hall, 8–11 gennaio 1952)
- Barbirolli – Hallé – Pye Red Label CCL 30134 (Free Trade Hall, 28–29 dicembre 1957)
- Sargent – Chicago SO – ( + musica di Copland + Schuman-W) CSO CD 4677 00-07 (Ravinia, 6 luglio 1967)
- Barbirolli – Hallé – HMV ASD 2360 (Abbey Road, London, 11–14 luglio 1967)
- Boult – LPO – HMV ASD 2740 (Kingsway Hall, 1–2 marzo 1971)
- Previn – LSO – RCA Red Seal SB 6860 (Kingsway Hall, 6–7 gennaio 1972)
- Handley – LPO – Classics for Pleasure CFP 40286 (Kingsway Hall, 5–6 gennaio 1977)
- Previn – RPO – ( + The Lark Ascending) Telarc CD 80138 (Fairfield Halls, Croydon, 15–16 settembre 1986)
- Haitink – LPO – ( + Fantasia su un Tema di Tallis) EMI CDC 7 49394 2 (Abbey Road, 9 ottobre 1986)
- Thomson – LSO – ( + Concerto grosso) Chandos CHAN 8629 (St Jude-on-the-Hill, Hampstead, 14–15 marzo 1988)
- Rozhdestvensky – USSR StSO – Melodiya CD 10-02170-2 (Philharmonia Building, Leningrad, 2 maggio 1988)
- Hughes – Philharmonia – ( + musica di Elgar + Ireland) ASV CD DCA 634 (St Peter's Church, Morden, 1–2 dicembre 1988)
- Slatkin – Philharmonia – ( + Norfolk Rhapsody 1 in e + Fantasia su un Tema di Tallis) RCA Victor Red Seal 09026-61193-2 (Abbey Road, 1 giugno to 29 novembre 1991)
- Handley – RLPO – ( + Sinfonia n. 8) EMI Eminence CD EMX 2209 (Philharmonic Hall, Liverpool, 3–4 marzo 1992)
- Davis-A – BBC SO – ( + Sinfonia n. 8) Teldec 4509-90858-2 (St Augustine's Church, London, marzo 1993)
- Bakels – Bournemouth SO – ( + Overture a 'The Wasps') Naxos 8.550734 (Poole Arts Centre, 5–6 aprile 1993)
- Norrington – LPO – ( + Fantasia su un Tema di Tallis + Serenade to Music) Decca 467 047-2 (25–27 novembre 1996)
- Hickox – LSO – ( + musica di Butterworth) Chandos CHAN 9902 (19 dicembre 2000)
- Seaman – Melbourne SO – ( + musica di Chopin + Dukas) ABC Classics 476 8363 (Hamer Hall, Melbourne, 6–7 maggio 2005)
- Elder – Hallé – ( + Concerto per oboe) Hallé CD HLL 7529 (Bridgewater Hall, 14 ottobre 2010)
- Seaman – Rochester Philharmonic – ( + Serenade to Music) Harmonia Mundi HMU 807567 (marzo 2011)
- Yates (1920 version) – Royal Scottish National Orchestra – ( + Concerto in do per 2 pianoforti e orchestra) Dutton Epoch CDLX 7322 (13 gennaio 2015)
- Manze – RLPO – ( + Sinfonia n. 8) Onyx 4155 (Philharmonic Hall, Liverpool, 29–30 marzo 2015)
- Brabbins (1920 version) – BBC SO – ( + Sound Sleep + Orpheus With His Lute + Variazioni per banda di ottoni) Hyperion CDA 68190 (Henry Wood Hall, novembre 2016)